# خوان بابلو أنخل
خوان بابلو أنخل أرانغو (بالإسبانية: Juan Pablo Ángel)‏ (مواليد 24 أكتوبر 1975 في ميديلين) لاعب كرة قدم كولومبي دولي يجيد اللعب في خط الهجوم . يلعب حاليا لصالح نادي نيويورك ريد بولز الأمريكي من سنة 2007 .

## روابط خارجية
- خوان بابلو أنخل على موقع الاتحاد الدولي (مؤرشف)  (الإنجليزية)
- خوان بابلو أنخل على موقع الدوري الأمريكي (الإنجليزية)
- خوان بابلو أنخل على موقع قاعدة بيانات كرة القدم.إي يو (الإنجليزية)
- خوان بابلو أنخل على موقع ناشيونال فوتبول تيمز (الإنجليزية)
- خوان بابلو أنخل على موقع Soccerbase.com (لاعب) (الإنجليزية)
- خوان بابلو أنخل على موقع Soccerway.com (الإنجليزية)
- خوان بابلو أنخل على موقع عالم كرة القدم.نت (الإنجليزية)